# Frederick C. Bock
Frederick Carl Bock (Greenville, 18 gennaio 1918 – Scottsdale, 25 agosto 2000) è stato un aviatore statunitense.
È diventato famoso per essere stato il pilota del The Great Artiste durante il bombardamento atomico di Nagasaki il 9 agosto 1945. Solitamente pilotava il BOCKSCAR che ai comandi del maggiore Charles W. Sweeney sganciò Fat Man sulla città ma quel giorno gli equipaggi dei due aerei si scambiarono di posto.
Morì di cancro nella sua casa a Scottsdale nel 2000.